# Pohlia demissa
Pohlia demissa là một loài rêu trong họ Bryaceae. Loài này được Hook. Huebener mô tả khoa học đầu tiên năm 1833.